# Фамарс
«Фамарс» или Фабрика Арми д’Аббиатико и Салвинелли является итальянским производителем оружия, который изготовляет элитные дробовики и винтовки на заказ. Эта компания известна своими запатентованными дизайнами съёмных замков, ручной обработкой дерева и гравировкой. «Фамарс» считается самым лучшим итальянским оружейным производителем и первостепенной силой позади глобальной популяризации итальянской гравировки и оружия высокого качества, начало которого было заложено в 1960-х годах.
Имя «Фамарс» является аббревиатурой для Фаббрика Арми дэ Марио Аббиатико и Римо Салвинелли (Оружейное Производство Марио Аббиатико и Римо Салвинелли).

## История
Фирму «Фамарс» основали в 1967 году талантливые оружейники Марио Аббиатико и Римо Салвинелли в городе Гардоне-Валь — Тромпья. Молодые мастера происходили из семей потомственных оружейников: отец первого изготовлял замки и колодки, отец второго был гравером.
Сначала фирма концентрировалась на производстве малокалиберных винтовок, превосходящих в качестве и декорации. В 1967 году итальянская оружейная фирма «Беретта» порекомендовала фирму «Фамарс» американскому бизнесмену и оружейному коллекционеру Джо Божаладу, который в то время хотел заказать ружьё со съёмными стволами. Марио и Римо приняли этот заказ с энтузиазмом. Когда Божалад получил своё первое ружьё «Фамарс», он был так впечатлён, что заказал ещё несколько винтовок и стал пожизненным клиентом Аббиатико и Салвинелли. Джо Божалад рекомендовал двум основателям специализироваться в категории  оружия высокого качества. В 1975 году Марио и Римо последовали совету Божалада и приняли решение специализироваться только на заказном оружии. Каждое ружьё, сделанное фирмой с того времени, было ружьём, сделанным на заказ, носило имя «Аббиатико и Салвинелли» с уникальным серийным номером. Решение специализироваться на элитных ружьях стимулировало новшество в производстве «Фамарс» в последующие годы. Вдохновлённый любовью Марио к курковым ружьям был произведён «Кастор» — самое первое самовзводящееся ружьё с одним спусковым крючком и автоматическим эжектором. Успех и популярность модели «Кастор» побудили других оружейных производителей к подражанию. В конце 1970-х, вскоре после разработки «Кастора», «Фамарс» выпустил «Кватроканне», четырёхствольную модель, которая стреляет одним спусковым крючком. Число ружей этой модели было ограничено, только 30 экземпляров было выпущено, одно из которых выставлено в исторической галерее «Беретта» в Италии, что делает «Фамарс» единственным производителем со стороны, выставленным в этой оружейной галерее.
Следующее главное внедрение было изобретение «Джорема», вертикальная винтовка системы босса использовала возвратные ригельные запоры на боковой доске, дизайн, запотентованный Римо Салвинелли. Эта модель привлекла вложение со стороны давнего клиента Джо Божалада. Это включило несколько запатентованных особенностей. Концепт «Джорема» в будущем развился в главной модели «Фамарс» — «Соверейн».
В начале 1980-х Марио и Римо, впечатлённые системой «Уэстли Ричардс», выпустили «Трибьют», горизонталку, построенную со съёмными боковыми замками. Это было последнее ружьё, смоделированное Марио Аббиатико перед тем, как он заболел раком в 1984 году. С конца 1980-х и по сегодняшний день, под руководством Кристины Аббиатико, «Фамарс» выпустил несколько новых моделей, включая самую популярную «Экскалибур», «Позэйдон» и новейшую «Лионардо».

## Сегодня
Кристина Аббиатико является президентом и главным администратором «Фамарс», дочь основателя Марио Аббиатико работает вместе со своим братом Паоло. Кристине было только 18 лет, когда она заменила отца и приняла руководство компании с коммерческой стороны, Римо Салвинелли строил ружья, и популярность «Фамарс» уверенно росла с 1980-х годов. Кристина вышла замуж за Марко Каваццони, владельца «Ил Булино», компании, основанной в 2006 году, специализирующейся в итальянской гравировке и декорации ружей «Фамарс». Всё производство происходит на заводе «Фамарс», который находится в Гардон Вал Тромпья, маленьком городе, расположенным в предгорье итальянских Альп. На производство каждого ружья «Фамарс» уходит сотни, иногда тысячи часов кропотливой работы. Фирма производит не более 110 ружей в год. Сегодня «Фамарс» совмещяет современную технологию с традиционной техникой оружейного мастерства. Компания утилизирует компьютерный числовой контроль и современные технологии для создания точных частей, критичных для надёжности ружья. Такие процессы, как обработка дерева, формирование стволов, спаивание и гравировка, производятся вручную.
Согласно журналу «Филд энд Стрим», «Фамарс» является одним из лучших итальянских производителей ружей, конкурирующий с лучшими английскими ружьями. Maйk Ярдлей, оружейный историк и журналист, во многих публикациях описывает ружья «Фамарс» как великолепно гравированые, эргономически эффективные, блестяще смоделированые, с безупречной отделкой и подгонкой. Национальная Райфэл Организация в Соединённых Штатах выставила 6 моделей «Фамарс» на витринах своего музея в Файрфакс, штат Вирджиния.

## «Фамарс США»
В 2010 году «Фамарс» запустил новое предприятие, «Фамарс США», в партнёрстве со строителем недвижимости и коллекционером ружей Полом Михайладисом. «Фамарс США» был создан для расширения бизнеса, сервисных возможностей компании, производства новой продукции, включая запатентованные ножи, оружейную экипировку и аксессуары, одежду и ювелирные изделия. В первом выпуске новой линии был «Лама», запатентованный автоматический нож с механизмом двойного действия.

## Патенты
Марио Аббиатико и Римо Салвинелли за 17 лет совместного сотрудничества запатентовали несколько механических дизайнов. «Droplock» — запатентованный механизм, который полностью снимается с блокировки винтовки или дробовика, многие производители не предлагают эту особенность. Курковая пластинка снимается с блокировки и позволяет полную демонстрацию и экзаминацию блокировочного механизма. Компания обладает другими патентами: на снимающийся боковой замок, а также уникальное приспособление, позволяющее движение ствола вниз дальше, чем обычно, что содействует быстрой  перезарядке. Другие внедрения включают в себя: вертикальную винтовку в стиле Босса с возвратными ригельными запорами; самовзводящееся курковое ружье; две версии четырёхствольного дробовика.

## «Булино» гравировка
Успех и признание ружей «Фамарс», бесспорно, открыло миру красоту искусства итальянской гравировки «Булино». Марио Аббиатико принёс известность многим людям, в числе которых Анжело Галеацци, Фирмо Фракасси и Жанфранко Педерсоли, которые работали эксклюзивно на «Фамарс» в начале своей карьеры. Марио Аббиатико написал несколько книг, которые служили распространению информации об итальянской гравировке. В 1976 году он опубликовал книгу в 300 страниц Grande Incisione su Army d’Oggi о теории и практике современной оружейной гравировки. Это была первая книга, описывающая эпоху «Возрождения», происходящей тогда в итальянской гравировке. В 1980 году он опубликовал книгу Modern Firearms Engraving, книгу на английском языке об итальянской гравировке. Согласно высказываниям ружейного историка Вика Винтерса, книга имела сильный эффект на спрос ружей «Фамарс» и репутацию лучшего оружейного производителя. Каждая книга, написанная Марио, создавала всё больше экспозиции и признания искусства «Булино» и талантлевых гравёров. В 1982 году было опубликовано L’incisione delle Armi Sportive, третье по счёту издание об истории и развитии «Булино». В 1985 году, через год после его смерти, «Фамарс» опубликовал последнюю книгу, написанную Марио Аббиатико, подробное издание об итальянском оружейном производстве и торговле, под названием Fra la Mia Gente.

## Модели
- Кастор (Castore)
- Соверин (Sovereign)
- Трибьют (Tribute)
- Цеус (Zeus)
- Ромбо (Rombo)
- Африка-Экспресс (Africa Express)
- Винус (Venus)
- Винус-Экспресс (Venus Express)
- Авантис (Avantis)
- Экскалибур Спортинг (Excalibur Sporting)
- Экскалибур Раунд Боди (Excalibur Round Body)
- Спортиво (Sportivo)
- Энтэрс (Antares)
- Позэйдон (Poseidon)
- Лионардо (Leonardo)